# Litauische Verfassung von 1928
Die litauische Verfassung von 1928 war die zweite gültige Verfassung der Republik Litauen in der Zwischenkriegszeit. Sie wurde am 15. Mai 1928 beschlossen, am 25. Mai verkündet und trat am 26. Mai in Kraft.
Am 17. Dezember 1926 kam es in Litauen zu einem Militärputsch unter Antanas Smetona. Es wurde nach zwei Jahren eine neue Verfassung erstellt. Sie war die Grundlage einer autoritären Regierung bis zum Inkrafttreten der wiederum diktatorischen Litauischen Verfassung von 1938.
Die Verfassung von 1928 war zwar von der Paragrafenfolge und von der Gliederung mit der vorherigen demokratischen Verfassung von 1922 nahezu identisch, die inhaltlichen Veränderungen an der Verfassung von 1928 durch Präsident Antanas Smetona waren jedoch so gravierend, dass diese neue Verfassung als autoritär gelten kann.

## Entstehung
Verfassungen von 1918 bis 1940:
- Vorläufige Verfassung vom 2. November 1918
- Vorläufige Verfassung vom 4. April 1919
- Vorläufige Verfassung vom 10. Juni 1920
- Verfassung vom 1. August 1922
- Verfassung vom 15. Mai 1928

Die Verfassung von 1928 kam (nach einem Staatsstreich von Konservativen) ohne demokratische Beteiligung des Volkes zustande durch Oktroyierung mithilfe eines Präsidialerlasses des späteren Präsidenten der Republik Smetona.

## Inhalt
Die Verfassung bestand aus der Präambel und 25 Kapiteln.
Präambel:
Der Präsident der Republik hat im Einverständnis mit dem gesamten Ministerkabinett, das am 15. Mai 1928, dem Militärfeiertag, zu einer feierlichen Sitzung zusammengetreten war, um mit Dank der durch die Nation der Litauer, und insbesondere seiner besten Söhne, die mit Waffen die Unabhängigkeit Litauens geschützt haben und dauernd auf seiner Wache stehen, im Laufe von 10 Jahren vollbrachten Leistungen zu gedenken, beschlossen, die folgende Verfassung des Litauischen Staates zu verkünden.
Der Verfassungsinhalt selbst bestand aus 107 Paragraphen, welche eingeteilt waren in:
I. Allgemeine Bestimmungen
II. Die Bürger und ihre Rechte
III. Seimas (Parlament)
IV. Die Regierung
V. Das Gericht
VI. Lokale Selbstverwaltung
VII. Rechte der nationalen Minderheiten
VIII. Verteidigung der Republik
IX. Unterrichtswesen
X. Kultusangelegenheiten und Religionsangelegenheiten
XI. Staatshaushalt und Finanzen
XII. Die Staatsfinanzen
XIII. Soziale Fürsorge
XIV. Verfassungsänderungen und Verfassungsergänzungen
XV. Übergangsbestimmungen

## Verfassungswirklichkeit
Die Verfassung blieb größtenteils wirkungslos, da eine (undemokratische) Neuwahl zum Seimas erst für 1936 ausgeschrieben wurde.
Auch wenn es in den Jahren seit dem 10. Juni 1936 wieder ein Seimas gab, war dieses doch nicht demokratisch gewählt und frei, sondern ein Marionettenparlament der herrschenden Einheitspartei unter Antanas Smetona. Präsident Antanas Smetona regierte weiterhin als Diktator, gestützt auf seine Partei der Nationalisten, die die einzige zugelassene Partei war.
Schließlich wurde sie durch die Verfassung vom 11. Februar 1938 ersetzt, die die diktatorische Führung des Präsidenten Antanas Smetona in der Verfassung ebenfalls widerspiegelte.